# Phyllocamptus minutus
Phyllocamptus minutus is een eenoogkreeftjessoort uit de familie van de Canthocamptidae. De wetenschappelijke naam van de soort werd in 1911 voor het eerst geldig gepubliceerd door Georg Ossian Sars.